# 전주월드컵경기장 보조경기장
전주월드컵경기장 보조경기장(全州월드컵競技場補助競技場, Jeonju World Cup Auxiliary Stadium)은 대한민국 전라북도 전주시에 있었던 스포츠 시설이다. 천연잔디 필드와 우레탄 트랙이 갖춰진 경기장이며, 2001년 11월에 준공되고 2023년 6월에 철거되었다.

## 참고 문헌
- “전주월드컵경기장”. 전주시시설관리공단. 2021년 5월 14일에 원본 문서에서 보존된 문서. 2020년 11월 24일에 확인함.
- 〈전주월드컵경기장〉. 《두피디아》. 두산.
- 《2019년 전국 공공체육시설 현황 (2018년말 기준)》. 대한민국 문화체육관광부. 2020.
- 《2023 전국 공공체육시설 현황 (2022년 12월말 기준)》. 대한민국 문화체육관광부. 2024.

## 같이 보기
- 전주월드컵경기장